# Physcius longipennis
Physcius longipennis es una especie de coleóptero de la familia Mycteridae.

## Distribución geográfica
Habita en Bolivia.